# Castaspella
Castaspella è un personaggio del cartone animato statunitense She-Ra, la principessa del potere del 1985. È stata doppiata in originale da Melendy Britt. Nel reboot del 2018 She-Ra e le Principesse Guerriere è stata doppiata in originale da Sandra Oh, mentre in Italia da Ilaria Latini.

## Biografia del personaggio
Castaspella è una maga molto potente e alleata della Grande ribellione. Ha appreso le proprie abilità magiche da uno stregone chiamato Norwyn, tutore anche della Tessitrice d'Ombre. Anche per tale ragione, le due sono diventate nemiche giurate, anche se ai tempi del loro apprendistato da maghe, erano grandi amiche. Castaspella conosce talmente bene l'ex-amica, da essere in grado di prevenire qualunque incantesimo lanciato dalla Tessitrice d'Ombre. In un episodio Castaspella, ha avuto a sua volta una apprendista di nome Ariel.
Negli ultimi episodi della serie Castespella conosce il principe Adam, e sviluppa una profonda infatuazione nei suoi confronti. Adam, catapultato "per errore" su Etheria, dichiara, sotto pressione della sorella, la principessa Adora, di contraccambiare l'interesse della donna. Tuttavia, la storia fra i due personaggi non avrà alcuno sviluppo futuro.